# Paramormia itoi
Paramormia itoi är en tvåvingeart som först beskrevs av Tokunaga 1961.  Paramormia itoi ingår i släktet Paramormia och familjen fjärilsmyggor. Inga underarter finns listade i Catalogue of Life.